# Marcos Ferraz
Marcos Ferraz (Santos, 26 de outubro de 1973) é um autor, roteirista e ator brasileiro.

## Biografia
Nascido em Santos, estado de São Paulo, em 1973, começou sua carreira através do teatro amador. No início dos anos 90 ingressou no Teatro Escola Célia Helena e posteriormente, já como roteirista na Oficina de Teledramaturgia da Rede Globo e no curso Story de Robert Mckee. Na TV foi roteirista de “Mothern” (GNT) indicado a dois "Emmy Awards", “A Borboleta Sem Asas”  e “Quintal da Cultura” (Tv Cultura), vencedor do APCA , “Descolados” (MTV), Sítio do Picapau Amarelo (Rede Globo e Cartoon), A Liga (Band), Os Juacas (Disney), Irmão do Jorel (Cartoon Network) etc. Como autor desenvolveu trabalho na Cia de Teatro Rock, "A Sessão da Tarde ou Você Não Soube Me Amar", indicado como melhor autor pelo prêmio Coca-Cola; “Lado B – Mudaram As Estações”, prêmio Qualidade Brasil; “Na Cama Com Tarantino”.
Em 2021, ele foi um dos colaboradores da novela Gênesis.

## Carreira

### Televisão
| Ano       | Programa                 | Emissora        | Função           | Ref.  |
| --------- | ------------------------ | --------------- | ---------------- | ----- |
| 2022      | Reis                     | RecordTv        | Roteirista       | [ 4 ] |
| 2022      | Clube da Anittinha       | Gloob/Globoplay | Roteirista Chefe | [ 5 ] |
| 2021      | Gênesis                  | RecordTV        | Colaborador      |       |
| 2019      | Escola de Gênios         | Gloob           | Roteirista Chefe |       |
| 2019      | Escola de Gênios         | Globoplay       | Roteirista Chefe |       |
| 2018      | Cena Inquieta            | TV Sesc         | Roteirista Chefe |       |
| 2018      | Escola de Gênios         | Gloob/Globoplay | Roteirista       |       |
| 2018      | Juacas 2                 | Disney          | Roteirista       |       |
| 2017      | Era Uma vez Uma História | Band            | Roteirista       |       |
| 2016      | Irmão do Jorel           | Cartoon Network | Roteirista       |       |
| 2015      | Juacas                   | Disney          | Roteirista       |       |
| 2015      | Gaby Estrella            | Gloob           | Ator             |       |
| 2014      | Sítio do Picapau Amarelo | Cartoon Network | Roteirista       |       |
| 2014      | Momentos em Família      | Rede Globo      | Roteirista       |       |
| 2014      | O Mestre e o Muriqui     | ZooMoo          | Autor            |       |
| 2014      | O Negócio                | HBO             | Ator             |       |
| 2013      | Turbinados               | Discovery       | Roteirista       |       |
| 2013/2015 | Zica e os Cameleões      | Nickelodeon     | Roteirista       |       |
| 2011/2015 | Quintal da Cultura       | Tv Cultura      | Roteirista       |       |
| 2010      | A Liga                   | Band            | Roteirista       |       |
| 2010      | Platz na Cidade          | Tv Brasil       | Script Doctor    |       |
| 2009      | Descolados               | MTV             | Roteirista       |       |
| 2008      | Descolados               | MTV             | Ator             |       |
| 2008      | Mothern                  | GNT             | Roteirista       |       |
| 2007      | Mothern                  | GNT             | Ator             |       |
| 2007      | A Borboleta Sem Asas     | Tv Cultura      | Roteirista       |       |
| 2007      | A Borboleta Sem Asas     | Tv Cultura      | Ator             |       |

### Teatro
| Ano  | Nome                                        | Direção                               | Autor                    | Função   |
| ---- | ------------------------------------------- | ------------------------------------- | ------------------------ | -------- |
| 2017 | A Vida                                      | Nelson Baskerville                    | Baskerville e elenco     | co-autor |
| 2017 | Na Laje                                     | Fezu Duarte                           | Marcos Ferraz            | Autor    |
| 2015 | A Porta Secreta                             | Fabio Ock                             | Marcos Ferraz            | Autor    |
| 2013 | O Direito de Cantar                         | Bia Borin                             | Marcos Ferraz            | Autor    |
| 2012 | Os Sete Gatinhos                            | Nelson Baskerville                    | Nelson Rodrigues         | Ator     |
| 2012 | O Beijo No Asfalto                          | Marco Antônio Brás                    | Nelson Rodrigues         | Ator     |
| 2011 | Se Essa Rua Fosse Minha                     | Fezu Daurte e Marcos Okura            | Marcos Ferraz            | Autor    |
| 2011 | 17X Nelson II                               | Nelson Baskerville                    | Nelson Rodrigues         | Ator     |
| 2008 | Lado B - Mudaram as Estações                | Fábio Ock, Fezu Duarte e Marcos Okura | Marcos Ferraz            | Autor    |
| 2007 | Cidadão de Papel                            | Ivam Cabral                           | Sérgio Roveri            | Ator     |
| 2006 | A Sessão Da Tarde Ou Você Não Soube Me Amar | Fábio Ock, Fezu Duarte e Marcos Okura | Marcos Ferraz            | Autor    |
| 2005 | 17X Nelson - O inferno de todos nós         | Nelson Baskerville                    | Nelson Rodrigues         | Ator     |
| 2004 | R-Evolução Urbana                           | Fábio Ock, Fezu Duarte e Marcos Okura | Marcos Ferraz            | Autor    |
| 2002 | A Borboleta Sem Asas                        | Fábio Ock, Fezu Duarte e Marcos Okura | César Cavelagna          | co-autor |
| 2002 | Mano                                        | Naum Alves de Souza                   | Naum Alves de Souza      | Ator     |
| 2001 | Na Cama com Tarantino                       | Fábio Ock, Fezu Duarte e Marcos Okura | Marcos Ferraz            | Autor    |
| 2001 | Motorboy                                    | Débora Dubois                         | Aimar Labaki             | Ator     |
| 1996 | Avoar                                       | Vladimir Capella                      | Vladimir Capella         | Ator     |
| 1995 | Morte e Vida Severina                       | Silnei Siqueira                       | João Cabral de Melo Neto | Ator     |

## Prêmios e indicações
- Indicação — melhor série de ficção no Emmy kids Awards 2020
- Indicação — melhor série drama no Emmy Awards 2008
- Indicação — melhor autor 2006 prêmio Coca-Cola/Femsa
- Indicação — melhor série infantojuvenil no APCA 2015
- Indicação Abra 2018 — melhor roteiro série infantojuvenil
- Prêmio Abra 2017 — melhor roteiro série infantil
- Prêmio melhor programa infantil no APCA 2015
- Prêmio na categoria especial 2006 Coca-Cola/Femsa
- Prêmio Qualidade Brasil — Revelação em musicais 2007
- Prêmio Melhor Música Coca — Cola 2002